# Yixiu
Yixiu (chiń. upr. 宜秀区; chiń. trad. 宜秀區; pinyin Yíxiù Qū) – dzielnica miasta Anqing w prowincji Anhui we wschodnich Chińskiej Republice Ludowej. Liczba mieszkańców dzielnicy, w 2010 roku, wynosiła 254 000.